# 1934-es magyar vívóbajnokság
Az 1934-es magyar vívóbajnokság a harmincadik magyar bajnokság volt. A férfi tőrbajnokságot április 15-én rendezték meg Budapesten, a Műegyetemen, a párbajtőrbajnokságot május 13-án Budapesten, a HTVK Váci utcai vívótermében, a kardbajnokságot április 29-én Budapesten, a Műegyetemen, a női tőrbajnokságot pedig március 4-én Budapesten, a Műegyetemen.

## Eredmények
| Versenyszám          | Arany                          | Arany | Ezüst                           | Ezüst | Bronz                              | Bronz |
| -------------------- | ------------------------------ | ----- | ------------------------------- | ----- | ---------------------------------- | ----- |
| Férfi tőrvívás       | Hátszegi Ottó Honvéd Tiszti VK |       | Zirczy Antal Honvéd Tiszti VK   |       | Maszlay Lajos Honvéd Tiszti VK     |       |
| Férfi párbajtőrvívás | Dunay Pál BBTE                 |       | Idrányi Ferenc Honvéd Tiszti VK |       | Székelyhidy Tibor Honvéd Tiszti VK |       |
| Férfi kardvívás      | Rajcsányi László MAC           |       | Gerevich Aladár MAC             |       | Kovács Pál Ludovika Akadémia SE    |       |
| Női tőrvívás         | Bogáthy Erna BEAC              |       | Elek Ilona Detektív AC          |       | Vargha Ilona Detektív AC           |       |